# Atletismo nos Jogos Pan-Americanos de 2007 - Lançamento de disco masculino
O lançamento de disco masculino foi um dos eventos do atletismo nos Jogos Pan-Americanos de 2007, no Rio de Janeiro. A prova foi disputada no Estádio Olímpico João Havelange no dia 28 de julho com 11 atletas de 8 países.

## Medalhistas
| Ouro   | USA Michael Robertson |
| Prata  | USA Adam Kuehl        |
| Bronze | CAN Dariusz Slowik    |

## Recordes
Recordes mundiais e pan-Americanos antes da disputa dos Jogos Pan-Americanos de 2007.
| Tipo                             | Atleta             | Distância | Local          | Data                 |
| -------------------------------- | ------------------ | --------- | -------------- | -------------------- |
|                                  | Jürgen Schult      | 74,08 m   | Neubrandenburg | 6 de junho de 1986   |
| Recorde dos Jogos Pan-Americanos | Luis Mariano Delis | 67,32 m   | Caracas        | 25 de agosto de 1983 |

## Resultados

### Final
A final do lançamento de disco masculino foi disputada em 28 de julho as 15:35 (UTC-3).
| Pos.              | Atleta                | País                         | 1     | 2     | 3     | 4     | 5     | 6     | Result. |
| ----------------- | --------------------- | ---------------------------- | ----- | ----- | ----- | ----- | ----- | ----- | ------- |
| Medalha de ouro   | Michael Robertson     | USA Estados Unidos           | 59.24 | X     | 57.84 | -     | -     | 58.00 | 59.24 m |
| Medalha de prata  | Adam Kuehl            | USA Estados Unidos           | X     | 53.43 | 57.50 | X     | X     | X     | 57.50 m |
| Medalha de bronze | Dariusz Slowik        | CAN Canadá                   | 57.37 | 56.71 | X     | X     | X     | 56.31 | 57.37 m |
| 4                 | German Lauro          | ARG Argentina                | X     | X     | 50.58 | 56.08 | 53.66 | 55.83 | 56.08 m |
| 5                 | Yunio Lastre          | CUB Cuba                     | 53.76 | 54.80 | X     | X     | X     | X     | 54.80 m |
| 6                 | Ronald Julião         | BRA Brasil                   | 53.54 | X     | X     | 54.36 | 53.06 | 53.75 | 54.36 m |
| 7                 | Adonson Shallow       | VIN São Vicente e Granadinas | 50.61 | X     | X     | X     | 51.01 | 54.03 | 54.03 m |
| 8                 | Julian Enrique Angulo | COL Colômbia                 | X     | X     | 50.79 | X     | X     | X     | 50.79 m |
| 9                 | Hickel Woolery        | JAM Jamaica                  | 50.51 | X     | 47.89 |       |       |       | 50.51 m |
| 10                | Jason Morgan          | JAM Jamaica                  | X     | X     | 50.09 |       |       |       | 50.09 m |
| 11                | Alessandro Costa Rosa | BRA Brasil                   | X     | 39.15 | 46.08 |       |       |       | 46.08 m |